# Friedrich, Công tước xứ Württemberg-Neuenstadt

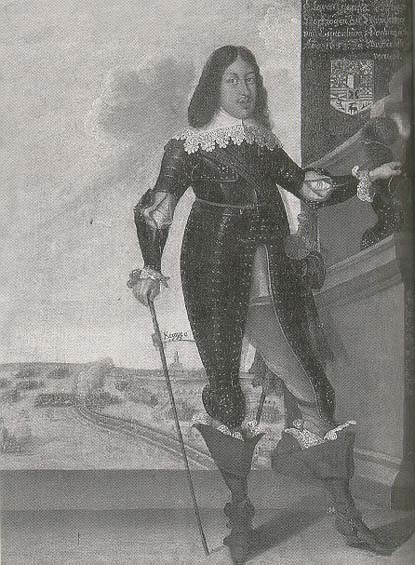
Friedrich, Công tước Württemberg-Neuenstadt

Friedrich của Württemberg-Neuenstadt (19 tháng 12 năm 1615, tại Stuttgart – 24 tháng 3 năm 1682, tại Neuenstadt am Kocher) là Công tước cai trị xứ Württemberg.

## Cuộc đời
Friedrich là con trai thứ ba của Johann Friedrich, Công tước thứ 7 của Württemberg và Barbara Sophie xứ Brandenburg. Khi cha ông qua đời năm 1628, anh trai ông Eberhard III trở thành Công tước xứ Württemberg.
Friedrich theo  học ở Tübingen năm 13 tuổi. Năm 1630, ông tham gia Grand Tour đi qua Strasbourg, Basel và Montpellier nhưng phải dừng lại ở Lyon do bị sốt nặng.
Năm 1638, anh trai ông là Eberhard III được Hoàng đế La Mã Thần thánh Ferdinand III trao lại một số phần đã mất của công quốc Württemberg trong khi Frederick bị lôi kéo vào phục vụ quân đội. Sau hòa ước Westphalia, dẫn đến việc Württemberg phục hồi nguyên vẹn lãnh thổ, Eberhard đã ký kết Fürstbrüderlicher Vergleich - một thỏa thuận chung được thực hiện giữa các anh em công tước. Công tước Eberhard III để lại cho anh trai Friedrich quyền sở hữu Neuenstadt, Möckmühl và Weinsberg, mặc dù vùng này không có chủ quyền và vẫn thuộc về Eberhard.
Friedrich đã phục dựng lâu đài Neuenstadt sau khi nó bị hư hại trong Chiến tranh Ba mươi năm và đến sống ở đó vào năm 1652. Ngày 7 tháng 6 năm 1653, ông kết hôn với Clara Augusta, con gái của Augustus the Younger xứ Brunswick.